# Krępki
Krępki – wieś kociewska w Polsce położona w województwie pomorskim, w powiecie starogardzkim, w gminie Lubichowo na obszarze leśnym Borów Tucholskich.
W latach 1975–1998 miejscowość należała administracyjnie do województwa gdańskiego.